# Gebr. Laumans Ziegelwerke
Gebr. Laumans GmbH & Co KG Ziegelwerke  ist ein deutscher Hersteller von gebrannten Tondachziegeln mit Sitz in Brüggen-Bracht im nordrhein-westfälischen Kreis Viersen. Das Unternehmen produziert mit 85 Mitarbeitern jährlich rund 11 Millionen Dachziegel (Flächen- und Formziegel).

## Geschichte

### Vorgeschichte
Schon vor 1850 entstanden in den niederländischen Gemeinden Tegelen, Venlo und Swalmen Töpfereien und Ziegelbrennereien, die die dort vorkommenden Tonlager als Ausgangsbasis für ihr Gewerbe nutzten.
Der Kupferschläger und Gastwirt Jacob Laumans (1799–1836) begann 1835 mit der Dachziegelproduktion im niederländischen Tegelen. Tegelen war das Zentrum des keramischen Gewerbes in Nordlimburg; im Gemeindegebiet befanden sich umfangreiche Tonlager. Nach dem frühen Tod Jacob Laumans' im Jahr 1836 führte seine Witwe Maria Josepha Laumans-Janssen mit ihrem zweiten Ehemann Peter Benders den Betrieb unter seinem Namen weiter.
Nach dem Tod des Stiefvaters übernahm 1864 Jacobs Sohn Quirinus (1827–1900) mit seinem Bruder Caspar das Geschäft und gab ihm den Namen Gebr. Laumans. Diese Dachziegelei an der Industriestraat in Tegelen wurde noch im Handstreichverfahren betrieben. Unter Quirinus wurde der Betrieb als erste Ziegelei in Tegelen mechanisiert.
Seit 1880 wurden keine Handstrichziegel mehr produziert, sondern nur noch Maschinenfalzziegel, etwa 200.000 Stück pro Jahr, die man in sechs Kasseler Öfen brannte. Die Maschinenfalzziegel verfügten an den Längsseiten und an dem Kopf über Verfalzungen, die ineinandergriffen und eine bessere Abdichtung gegen Staub, Schnee und Regen bewirkten. Sie bedurften keiner Vermörtelung und keiner Strohdocken mehr, was die Brandgefahr verkleinerte. Die Nachfrage nach den damals neuartigen Maschinenfalzziegeln war groß, weil viele Heißbetriebe im Ruhrgebiet (wie Kokereien, Stahlwerke, Gießereien, Schmieden und Walzwerke) eine hitzebeständige, unbrennbare und kostengünstige Dachbedeckung wollten.
Um die deutsche Industrie vor Produkten aus dem Ausland zu schützen, führte Otto von Bismarck 1885 auch auf Dachziegel einen Schutzzoll ein, so dass die niederländischen Produkte zu teuer wurden. Aber dieser Zoll galt nicht für den Ton, sondern nur für das Fertigprodukt. Deshalb errichtete 1885 u. a. die ebenfalls aus Tegelen stammende Ziegelei Gebr. Teeuwen eine Fabrik in Kaldenkirchen, das in Preußen (und damit auf dem Zollgebiet des Deutschen Reiches) lag. Man baute den Ton in den Niederlanden ab und verarbeitete ihn in Preußen. Damit umging man den preußischen Einfuhrzoll für Dachziegel und konnte in Preußen kostengünstig Dachziegel anbieten. 

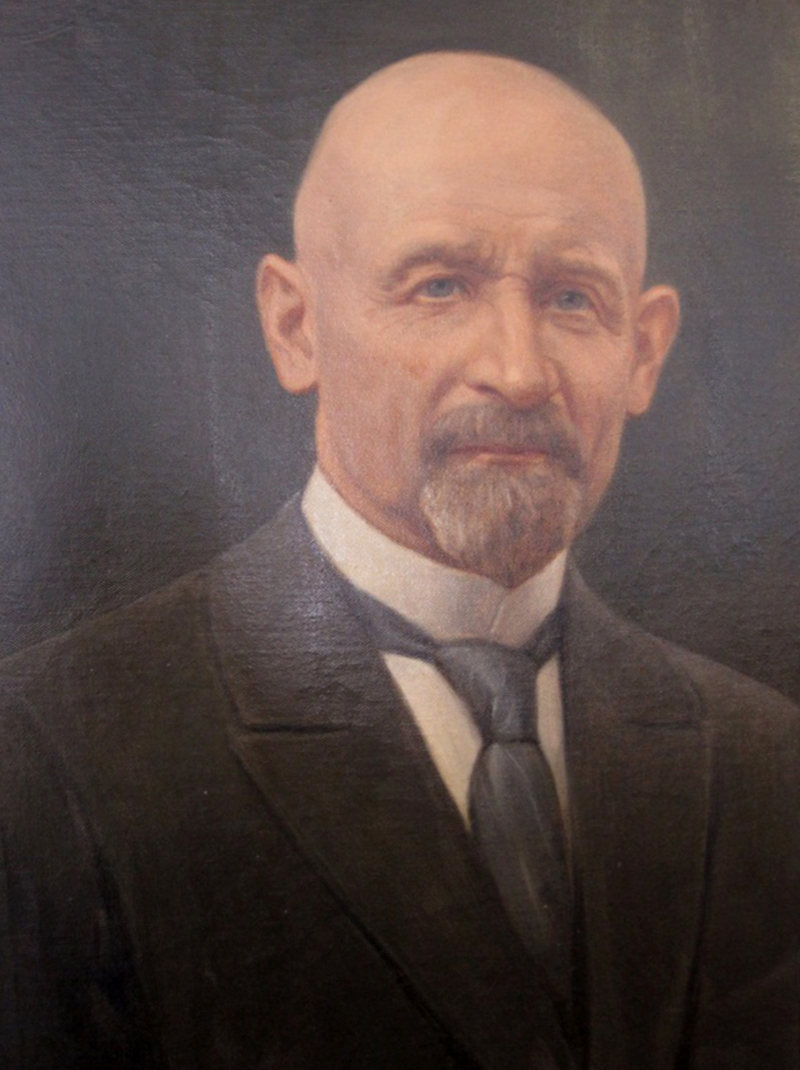
Firmengründer der Gebrüder Laumans GmbH & Co KG Ziegelwerke Stephan Laumans (1866–1942)

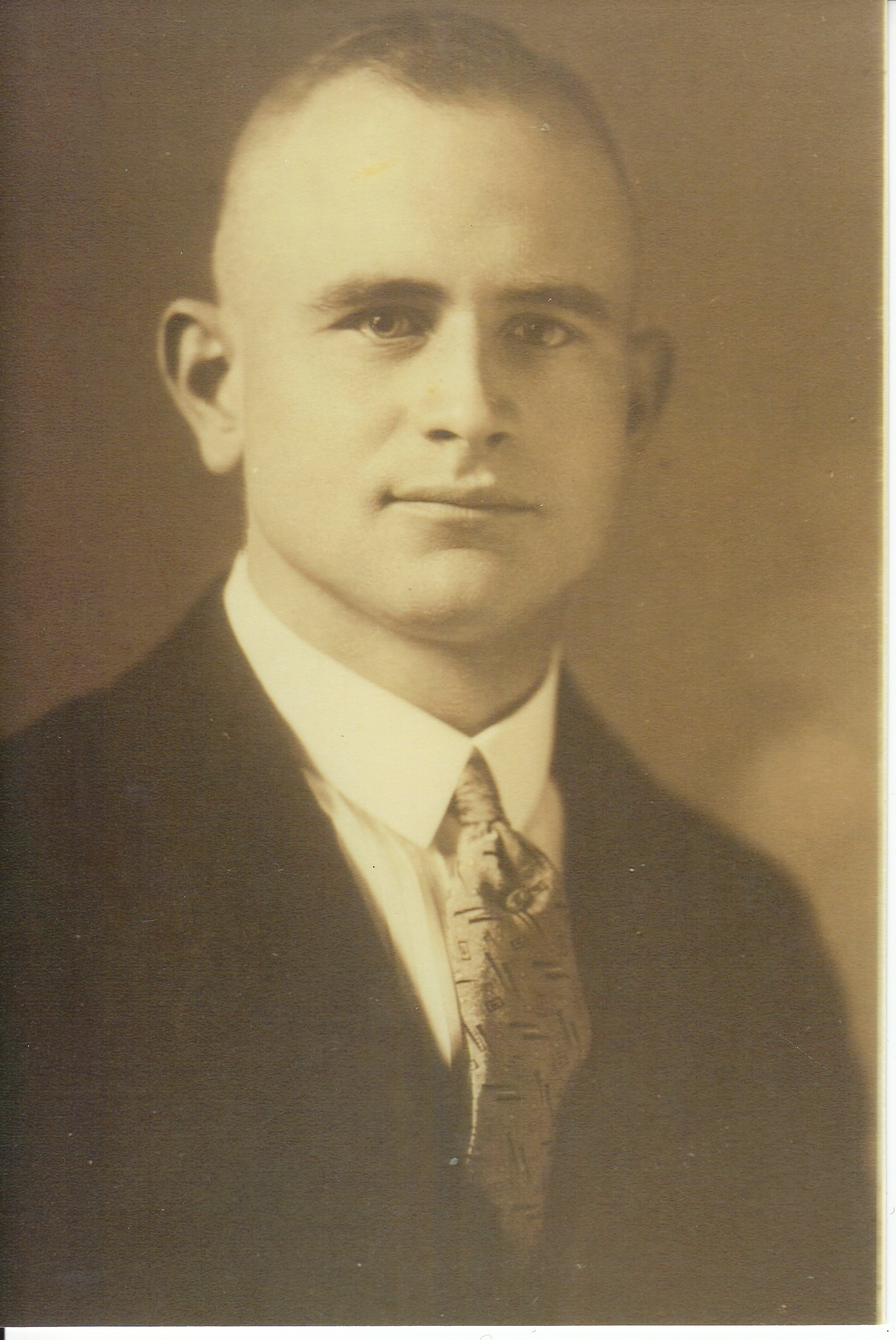
Quirin Laumans (1901–1988)

Durch eine Teilung des Besitzes ging 1889 der in Kaldenkirchen an der Steylerstraße gegründete Betrieb der Gebr. Teeuwen an Quirin Laumans über, wohingegen die Gebr. Teeuwen direkt daneben einen neuen Betrieb bauten. So kamen die Gebr. Laumans in den Besitz ihrer ersten deutschen Ziegelfabrik. Quirinus Laumans und seine Frau Maria Petronella, geb. Teeuwen, hatten fünf Söhne: Paul und Quirin studierten in Delft und wurden Ingenieure, Jacques (eigentlich Petrus Jacobus Hubertus, *1863,† 1943), Stephan (Stephan Johann Caspar, *1866, † 1942) und Caspar (* 1871, † 1938) sollten die diversen Betriebe der Familie – neben drei Dachziegeleien auch einen Holzhandel, einen kleinen Bauernhof und eine Gastwirtschaft – betreiben. Jacques bekam den Holzhandel und die Dachziegelfabrik in Reuver, Stephan und Caspar die Dachziegeleien in Tegelen und Kaldenkirchen. Mittlerweile waren auch auf deutscher Seite in den Gemeinden Brüggen, Kaldenkirchen und Elmpt Dachziegelfabriken errichtet worden und brachten in das von der Krise der Heimweberei geschüttelte Grenzland wieder Beschäftigung, Steuergelder und Einkünfte aus dem Tonverkauf.

### Gründung der ersten Brachter Dampfdachziegelfabrik
1896 griff dann der Dachziegelboom auch auf die Bürgermeisterei Bracht über. Stephan Laumans errichtete auf der Stiegstraße in Bracht die erste Brachter Dampfdachziegelei, weitere Firmeninhaber waren seine Brüder Caspar und Jacques. Die Genehmigung für diese erste Brachter Dampfdachziegelei, die sich Stephan Laumans und Co nannte, wurde am 2. Dezember 1896 erteilt. Das Kapital stellte Vater Quirinus zur Verfügung, immerhin 36.000 Goldmark.
Das war der Startschuss für die Dachziegelindustrie in Bracht. In den kommenden Jahren bis zur Jahrhundertwende wurden in Bracht sechs weitere Dachziegeleien gegründet.

### Eigentümer, Eigentümerwechsel und Geschäftsführung

Lambert Laumans (1903–1989)

Schon 1898 fusionierten die Tegelener, Kaldenkirchener und Brachter Betriebe der Familie Laumans unter dem Firmennamen Gebr. Laumans zu einer Gesellschaft. Gesellschafter waren die Brüder Caspar, Stephan und Jacques Laumans. Nachdem der Vater 1900 verstorben war, hatte Stephan in Bracht die Geschäftsführung inne, Caspar war in Kaldenkirchen und Tegelen der führende Kopf. Jacques konzentrierte sich auf seine eigene Dampfdachziegelfabrik, die er seit 1893/94 im niederländischen Reuver betrieb, bei den Gebr. Laumans schied er 1903 auch als stiller Teilhaber aus.
Stephan zog 1897 nach Bracht, 1906 baute er für sich und seine Familie ein standesgemäßes Haus, die Villa Lucia, auf der Stiegstraße. 1910 beantragte er die deutsche Staatsbürgerschaft, ab 1914 saß er im Brachter Gemeinderat. 1926 ging die Firma A. Baehren im benachbarten Brüggen in Konkurs. Das Werk wurde im November 1926 von der Firma Gebr. Laumans gekauft und im Januar 1927 wieder in Betrieb genommen. Damit besaß das Familienunternehmen Gebr. Laumans vier Werke in Tegelen, Kaldenkirchen, Bracht und Brüggen. Schon einige Monate später – im April 1927 – wurde das Unternehmen auf die beiden Familienzweige aufgeteilt. Caspar – bisher für Tegelen und Kaldenkirchen zuständig – übernahm mit seinem Sohn Lambèr (18. Februar 1903 bis 8. Mai 1980) das Tegelener Stammwerk und den Kaldenkirchener Betrieb unter dem Namen C. Laumans. Stephan betrieb das Brachter Werk und die Brüggener Neuerwerbung unter dem bisherigen Namen Gebr. Laumans gemeinsam mit seinen Söhnen Quirin (25. Oktober 1901–1988) und Lambert (9. März 1903–1989) weiter.
Nach Stephans Tod mitten im Zweiten Weltkrieg wurde Gebr. Laumans von den Brüdern Quirin und Lambert Laumans weitergeführt, die die Geschicke bis Anfang der 1970er Jahre leiteten.
1970 wurde aus Gebr. Laumans eine GmbH & Co. KG. Danach trat die nächste Generation in die Firmenleitung ein, Quirins Sohn Stephan (* 1935) wurde geschäftsführender Gesellschafter für das Brachter und Lamberts Sohn Lambert (1941–2013) für das Alt-Brüggener Werk.
Seit 2003 ist mit Gerald Laumans (* 1967), Sohn von Stephan jun., die vierte Generation der Brachter Dynastie in der Geschäftsführung des Unternehmens tätig. 2004 wurde die dänische Piper-Gruppe Mitgesellschafter bei der Gebr. Laumans GmbH Co KG.

### Entwicklung des Brachter Stamm-Werkes bis 1927
Das Brachter Werk entstand am Weg, der zur Honschaft Stieg führte, später Stiegstraße genannt. Heute ist sie die wesentliche der das Brachter Gewerbegebiet erschließenden Straßen.

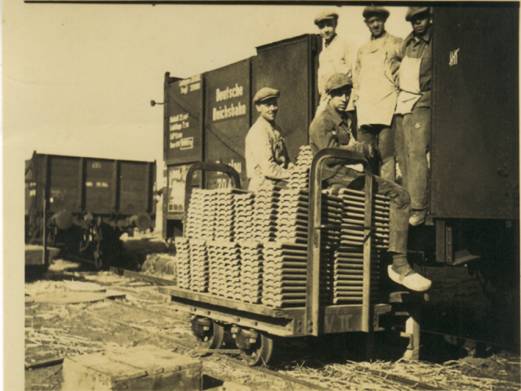
Anschluß Bracht/Laumans an das nationale Eisenbahnnetz 1911

Die Gemeinde Bracht besaß einen Gemeindewald von rund 2000 Hektar, der über umfangreiche Tonlager und damit das notwendige Rohmaterial zur Ziegelherstellung verfügte. Im Weberdorf Bracht standen um 1890 fast alle Webstühle still und die Männer und ihre Familien waren auf staatliche Unterstützung angewiesen, die den Gemeindehaushalt enorm belasteten. Dennoch standen die älteren Weber für die neue Ziegelbranche nicht zur Verfügung, da ihre körperliche Konstitution die harte Arbeit in den Ziegeleien nicht zuließ. Arbeitskräfte konnten so vorwiegend unter den bisherigen Landarbeitern und Bauernsöhnen und den jüngeren männlichen Mitgliedern der Weberfamilien geworben werden, auch aus den Niederlanden kamen Arbeiter. Der fehlenden Anbindung an das Schienennetz begegneten die Brachter Industriellen gemeinsam, indem sie den Bau einer Kleinbahn zum Staatsbahnhof in Kaldenkirchen unterstützten, die 1901 von der Continentalen Eisenbahn-Bau- und Betriebsgesellschaft fertiggestellt wurde. Der Transport des Rohmaterials von den Tongruben im Gemeindewald zur Fabrik erfolgte von nun an durch Schmalspurbahnen.

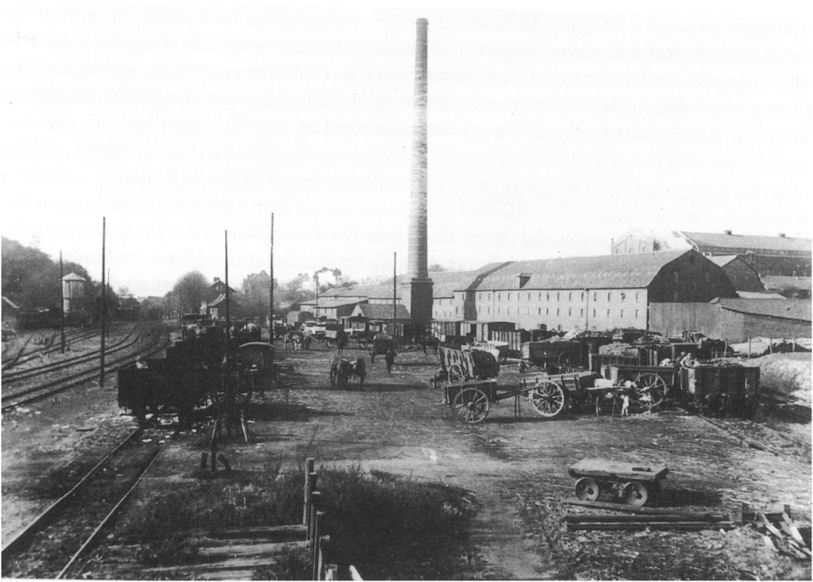
Laumans Transport-Logistik um 1911

Die 1896/97 errichtete Laumans’sche Fabrik war noch sehr einfach. Der in den Tongruben im Brachter Wald gestochene Ton wurde mittels Pferdewagen zu einem Tonlagerplatz zur Lagerung gebracht. Kollergänge zur Vermengung gab es wohl noch nicht, das musste in Handarbeit geschehen. Mit Hilfe von max. zwei Revolverpressen, die von einer Dampfmaschine angetrieben wurden, wurden Tonbatzen zu Falzziegeln gepresst, die in offenen Trockenschuppen vor dem Brennen getrocknet wurden. Die Trocknung war von der Außentemperatur abhängig. Im Winter konnte in diesem „Sommerbetrieb“ nicht produziert werden. In anfangs nur vier Einzelkammeröfen, sog. Kasseler Öfen, wurden die Ziegel gebrannt und nach dem langwierigen Brennvorgang im Freien gelagert. Vor dem Bau der Kleinbahn mussten sie auf Pferdewagen zum Kaldenkirchener Bahnhof transportiert werden.
Im zweiten Produktionsjahr ging Stephan Laumans von einer Produktion von 650.000 Dachziegeln aus, in den Folgejahren betrug der Ausstoß rund 850.000 Dachziegel jährlich. Dies wurde durch den Bau zusätzlicher Öfen möglich. 1899 erfolgten der Bau eines neuen zweistöckigen Ofengebäudes, acht weiterer Öfen und eines einzigen 35 m hohen Kamins, so dass das Brachter Werk zu Beginn des Jahrhunderts mit 22 Öfen arbeitete und damit ungefähr eine Jahreskapazität von 4 Millionen Ziegel hatte. Das Kapital erhöhte sich entsprechend von 36.000 (Gold-)Mark auf 120.000 Mark im Jahr 1902. Die Abwärme der Öfen wurde im neuen Gebäude im oberen Stockwerk zur Trocknung der Ziegel verwendet, so dass die Produktion witterungsunabhängig und der Betrieb damit zum „Winterbetrieb“ wurde. Ein herber Rückschlag war der Brand des neuen Ofenhauses im November 1905, doch da das Gebäude versichert war, wurde zügig wieder aufgebaut und vergrößert, so dass schon im kommenden Frühjahr mit 24 Öfen produziert werden konnte.
In der Regel fertigte das Brachter Werk Muldenfalzziegel, Bouletziegel wurden ab Kaldenkirchen und Hohlziegel ab Tegelen angeboten. Die beim Kunden sehr beliebten silbergraugedämpften Muldenfalzziegel, die aufgrund des eisenhaltigen Tons des Grenzlandes eine Spezialität dieser Gegend waren, konnten nur in den energieintensiven Einzelkammeröfen gebrannt werden. Als Gebr. Laumans 1911 den ersten Brachter Ringofen bauten, kamen auch weitere Ziegelmodelle hinzu. Mit 75 Arbeitern produzierte der Betrieb nun jährlich 6 bis 8 Millionen Dachziegel, damit lag sein Anteil an der gesamtdeutschen Produktion von rund 527 Mio. Ziegeln bei 1,1 bis 1,5 Prozent. Das Absatzgebiet von Gebr. Laumans ging bis Posen und Königsberg im Osten, Aurich in Ostfriesland oder Bremerhaven, Kiel und Hamburg im Norden, aber auch bis Ulm und Würzburg im Süden des Reiches.

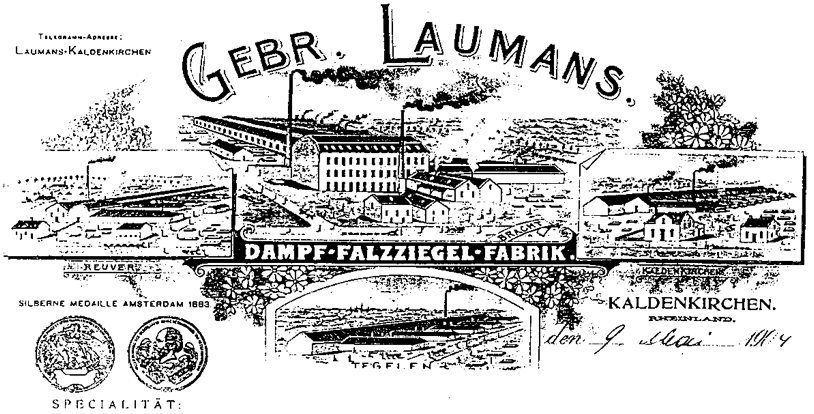
Die Laumans Dampf-Falzziegel-Fabrik um 1920

### 1914 bis 1927
Der Kriegsausbruch stoppte 1914 die positive Entwicklung des Unternehmens, zeitweise musste der Betrieb in Ermangelung von Arbeitskräften und Brennstoff ganz eingestellt werden.

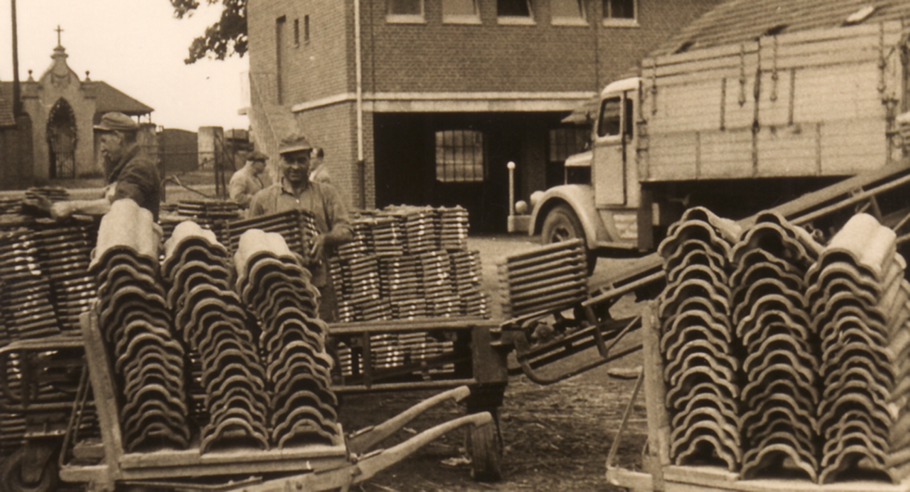
Expansion: Übernahme des Brüggener Falzziegelwerkes A. Bähren 1926

Nach Kriegsende blieben Kohle als auch Dachziegel unter Zwangsbewirtschaftung, weitere Einschränkungen brachten der sog. Ruhrkampf und die zunehmende Geldentwertung. Trotz der vergleichsweise niedrigen Produktionszahlen war der Geschäftsgang aufgrund des großen Baustoffbedarfes nicht schlecht, vor allem da Gebr. Laumans auch in das Wiederaufbaugebiet nach Nordfrankreich exportierte. Devisen und deutsche Mark wurden in die weitere Automatisierung der Betriebe, z. B. durch Walzwerke, Transporteure und neue Pressen gesteckt. Zudem blieb die Firma dadurch zahlungsfähig, dass sie einen Teil der aus dem Frankreich-Geschäft erhaltenen Beträge in Gulden umschreiben ließ und damit der deutschen Inflation nicht so stark ausgeliefert war. Diese Finanzkraft zeigte sich auch bei der Übernahme des Brüggener Falzziegelwerkes A. Bähren im Jahr 1926.

### Entwicklung der Gebr. Laumans in Bracht und Brüggen ab 1927
Nach der Teilung des Familienunternehmens im Jahr 1927 beschäftigte die neue Firma Gebr. Laumans 1928 in beiden Werken zusammen 95 Arbeiter, wobei im Brüggener Werk nur ein Viertel der Belegschaft arbeitete. In entsprechender Relation wurde in den beiden Werken auch produziert, insgesamt fertigte Gebr. Laumans 1930 6 Millionen Dachziegel. In beide Betriebe wurde noch vor der Weltwirtschaftskrise investiert.
1930 brannten die Brachter Tonwerke (früher Tonwerk Ideal) ab, die direkt neben dem Brachter Werk der Gebr. Laumans lagen, Gebr. Laumans kauften das Grundstück und die Gebäudereste und schlugen den Komplex nach der Sanierung dem Brachter Werk zu. Das Brüggener Werk, das 1932/33 stillgelegen hatte, brannte im Dezember 1936 weitestgehend ab, konnte aber schon im März 1937 wieder in Betrieb genommen werden. So betrug die Jahresproduktion der Gebr. Laumans in den letzten Friedensjahren 12,5 Millionen Ziegel bei einem Gesamtumsatz von 1,1 Millionen Reichsmark.
Während des Zweiten Weltkrieges produzierte die Firma, wenn auch mit geringerem Umfang, bis September 1944. Im November wurden Bracht und Brüggen evakuiert, womit jegliche Produktion unmöglich wurde. Im Kriegswinter 1944/45 wurde die Brachter Fabrik kurz vor einer geplanten Auslagerung von englischen Bombern getroffen, erst nach Kriegsende konnte im Herbst 1945 der Betrieb wieder aufgenommen werden.

### Entwicklung nach dem Zweiten Weltkrieg
In den beiden folgenden Jahrzehnten, die vom Wiederaufbau Deutschlands geprägt waren, florierten alle Dachziegelwerke der Region. Auch die Gebr. Laumans profitierten vom Boom der Bauindustrie. Von 1951 bis 1979 betrieben Gebr. Laumans auch in Schwandorf in der Oberpfalz das TZW Ton- und Ziegelwerk, das u. a. Gitterziegel, Hartbrandziegel, Verblender und Drainageröhre fabrizierte.
Die Firma Gebr. Laumans beschäftigte trotz der zunehmenden Automatisierung in Bracht und Brüggen bis zu 160 Arbeiter. Die Betriebe wurden durch den Bau von Tunnelöfen, Tonaufbereitungsanlagen und Trocknungsanlagen modernisiert. Als die Hochkonjunktur im Baugewerbe nach 1960 zurückging, nahm das Unternehmen 1969 auch Poroton-Hintermauersteine in seine Produktpalette auf.

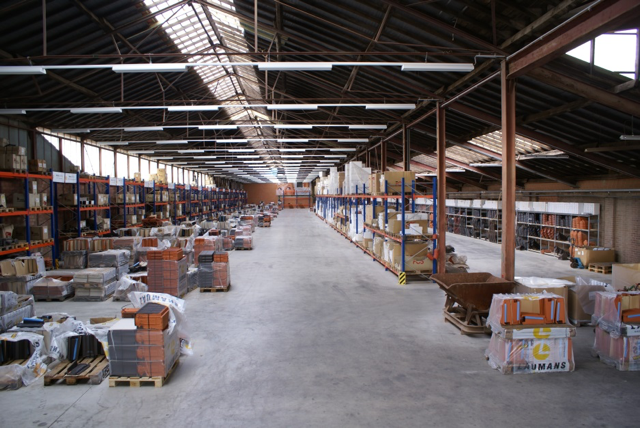
Laumans Produktionshallen nach Neuausrichtung und Umstrukturierung 2001

Nach einem Großbrand im Brachter Werk wurde 1972/73 eine vollautomatische Anlage für Porotonsteine und eine neue Anlage für Dachziegel erbaut, womit eine erhebliche Produktionssteigerung und eine Verbesserung der Qualität erzielt wurden. Eine zentrale Tonaufbereitungsanlage in Bracht, eine neue Verpackungsanlage in Brüggen und ein neues Werk für glasierte und engobierte Dachziegel mit neuer Ofentechnik im Jubiläumsjahr 1996 waren die Meilensteine der folgenden Jahre.
Im gleichen Jahr wurde auf dem Brachter Gelände der alte, 40 Meter hohe Schornstein gesprengt, für die moderne Ofentechnik war er nicht mehr notwendig. Ein innovatives Zeichen setzte das Unternehmen Gebr. Laumans 1996 auch mit einem Solar-Dachziegel, der als Träger für Solar-Module diente und so in die Dacheindeckung integriert werden konnte, dass der Gesamteindruck des Hauses nicht beeinträchtigt wurde. Da sich dieser Ziegel am Markt nicht durchsetzen konnte, wird er seit 2004 nicht mehr produziert.
Schon 2001 gab die Firma Gebr. Laumans auch das Geschäftsfeld Poroton wieder auf und konzentrierte sich wieder ganz auf den Dachziegel.

## Gegenwart

### Entwicklung

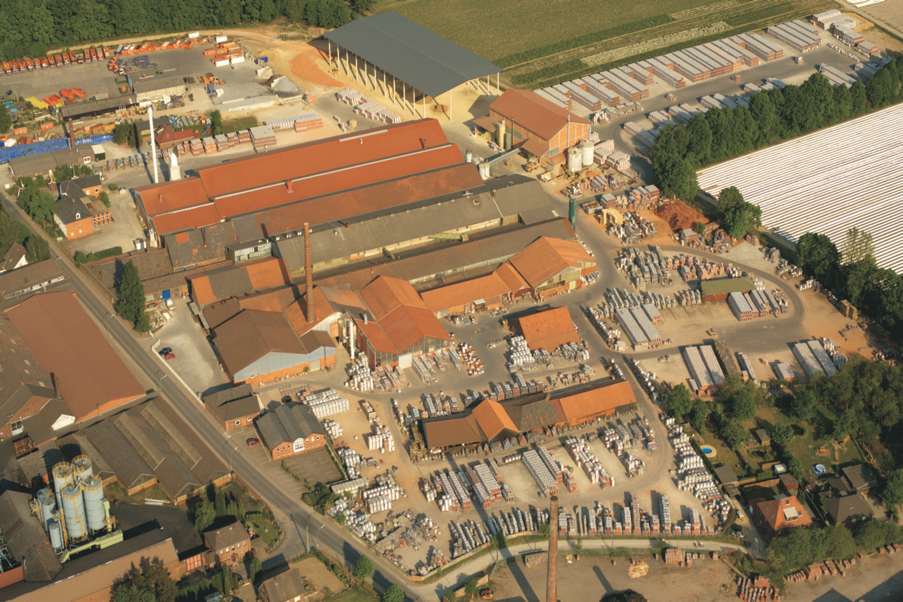
Laumans Firmengelände in 2017

2004 wurde der Gesellschafterkreis der Gebr. Laumans durch die Piper-Gruppe, führender Anbieter von Wand- und Dachkeramik in Skandinavien, erweitert. Damit reagierte Gebr. Laumans verstärkt auf die Anforderungen des europäischen Marktes. Gerald Laumans und Thomas Piper teilen sich heute die Geschäftsführung.
Im Werk Alt-Brüggen wurde die Produktion nach der Explosion eines Ofens 2008 komplett eingestellt, im März 2017 das Werk samt Kamin und der das Ortsbild prägenden Tontransport-Brücke abgebrochen. Dort wird nun ein Wohngebiet entstehen.
2017 beschäftigt das Unternehmen am alten Traditionsstandort Bracht-Stiegstraße 85 Mitarbeiter und produziert jährlich etwa 11 Millionen Dachziegel (Marktanteil in Deutschland 3 Prozent) bei einem Jahresumsatz von 12,5 Millionen € (2014).

### Denkmalpflege

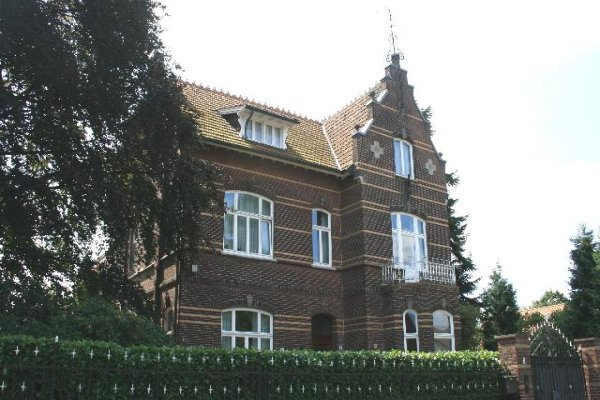
Die von Stephan Laumans gebaute Villa steht unter Denkmalschutz

Gebr. Laumans sieht eine besondere Aufgabe darin, die Denkmalpflege durch die Bereitstellung von historischen Ziegelmodellen zu unterstützen. Das Unternehmen produziert beispielsweise auch heute noch klassische Turmfalz-Ziegel oder den Schuppenfalzziegel von Ludowici samt den dazugehörigen Formstücken in vielen Oberflächenvarianten, so dass alte Bausubstanz in ihrer originalen Formensprache erhalten werden kann. Auch Hohlpfannen in „silbergrau gedämpft“ können noch produziert werden. Denkmalgerechte Sanierungen auch großer Dachflächen beispielsweise beim neuen Landesarchiv NRW konnten mit Laumans-Ziegel umgesetzt werden.

### Dachkult
Laumans ist einer der Mitbegründer und Mitglied von „Dachkult - Die Initiative Pro Steildach“. Hier sollen die Vorteile geneigter Dächer wieder stärker ins Bewusstsein gebracht werden und der kulturell historische Hintergrund kommuniziert und unterstützt werden. In dieser Initiative arbeiten 17 führende Hersteller der deutschen und internationalen Baustoffindustrie (Mittelstand und Konzerne) zusammen mit einem gemeinsamen Interesse für Handwerk und Handel im Bedachungsmarkt. Die Initiative richtet sich an Planer und Architekten, professionelle Bauherren wie Bauträger und Fertighaushersteller, private Bauherren und Kommunen sowie Hochschulen und Universitäten mit der Fachrichtung Architektur und Bauingenieurswesen.